# Bob Murawski
Bob Murawski (* 14. Juni 1964 in Detroit, Michigan) ist ein amerikanischer Filmeditor und Oscar-Preisträger.

## Leben
Nach dem High-School-Abschluss in Bad Axe studierte Murawski erfolgreich an der Michigan State University mit dem Schwerpunkt Telekommunikation. Von einem Praktikum in der Filmszene von Detroit inspiriert, zog er bald darauf nach Los Angeles und bildete sich zum Editor aus. Zunächst noch als Schnittassistent für mehrere Low-Budget-Filme tätig, unter anderem für Sam Raimis Film Darkman, markierte bereits Sam Raimis nächster Film Armee der Finsternis (1992), bei dem Murawski einer der drei Filmeditoren war, den Anfang einer andauernden Zusammenarbeit mit dem Regisseur.
Neben der langjährigen Arbeit für Sam Raimi arbeitete Murawski auch an Produktionen zahlreicher anderer Regisseure mit. Noch im gleichen Jahr konnte er den Schnitt für Quentin Tarantinos Film Reservoir Dogs – Wilde Hunde nicht übernehmen, da er bereits für Hong Kongs Action-Film-Regisseur John Woo den Schnitt für dessen ersten amerikanischen Produktion Harte Ziele zugesagt hatte. Weitere Filme waren: Die Nacht der Krähe (1995), From Dusk Till Dawn 2 – Texas Blood Money (1999) und  Tödliches Kommando – The Hurt Locker (2008). Für letztgenannten Film von Kathryn Bigelow bekam Murawski zusammen mit seiner Schnitt-Partnerin Chris Innis mehrere Auszeichnungen und Nominierungen, darunter den Eddie Award, den BAFTA Award, den Boston Society of Film Critics Award und einen Oscar für den Besten Schnitt.
Zur Zusammenarbeit mit Chris kam es erstmals während der Arbeiten an der amerikanischen TV-Serie American Gothic, die von Sam Raimi produziert wurde. Inzwischen sind beide nicht nur Schnitt-Partner, sondern auch verheiratet.
Einem breiten Publikum wurden beide durch den Schnitt der Spider-Man-Trilogie bekannt, für die Murawski unter anderem auch für den Besten Schnitt bei den Satellite Awards nominiert wurde.
Murawski betrieb zusammen mit dem inzwischen verstorbenen Sohn von Sylvester Stallone, Sage Stallone, die Verleihfirma Grindhouse Releasing sowie seine eigene Firma Box Office Spectaculars. Dort betreut er die Restaurierung und digitale Aufbereitung von Italo-Kulthorrorfilmen wie Die Rache der Kannibalen (1981), Nackt und zerfleischt (1980) und Die Tollwütigen (1971).

## Filmografie (Auswahl)
- 1990: Harley Biker Town (Danger Zone III: Steel Horse War)
- 1991: Gefährliche Begierde (Carnal Crimes)
- 1992: Armee der Finsternis (Army of Darkness)
- 1993: Harte Ziele (Hard Target)
- 1994: Das Objekt der Begierde (Object of Obsession)
- 1994: Animal Instincts II
- 1995: The Expert – Kalt und gnadenlos (The Expert)
- 1995: Der Pakt mit dem Dämon (Night of the Scarecrow)
- 1995–1996: American Gothic  (Fernsehserie)
- 1996: Uncle Sam – I Want You Dead (Uncle Sam)
- 1997: Cyborg – Die Kidnapper (Last Lives)
- 1997: American Hero
- 1999: From Dusk Till Dawn 2 – Texas Blood Money
- 2000: The Gift – Die dunkle Gabe (The Gift)
- 2002: Spider-Man
- 2004: Spider-Man 2
- 2005: Alan Yates Uncovered (Dokumentarfilm)
- 2006: Vic (Kurzfilm)
- 2007: Spider-Man 3
- 2009: Tödliches Kommando – The Hurt Locker (The Hurt Locker)
- 2009: Drag Me to Hell
- 2010: Gone with the Pope
- 2011: The Resident
- 2013: Die fantastische Welt von Oz (Oz the Great and the Powerful)
- 2015: Poltergeist
- 2015: Ash vs Evil Dead (Fernsehserie, 1 Episode)
- 2016: Ben Hur (Ben-Hur)
- 2018: The Other Side of the Wind
- 2019: De dødes tjern
- 2020: Mosquito State
- 2020: Hopper/Welles (Dokumentarfilm)
- 2022: Doctor Strange in the Multiverse of Madness
- 2024: The First Omen